# Tammy Cleland
Tammy Cleland, född den 26 oktober 1975 i Sanford, USA, är en amerikansk konstsimmare.
Hon tog OS-guld i lagtävlingen i konstsim i samband med de olympiska konstsimstävlingarna 1996 i Atlanta.